# エレーヌ・ルスボー
エレーヌ・ルスボー（Hélène Receveaux 1991年2月28日- ）はフランス出身の柔道選手。階級は57kg級。

## 人物
2010年のヨーロッパジュニアで優勝すると、世界ジュニアでも決勝でも同僚のフランス選手を破って優勝した。2011年にはユニバーシアードで3位となった。2013年の世界団体でも3位に入った。2015年のワールドマスターズでは決勝でモンゴルのドルジスレン・スミヤに敗れて2位だった。 グランドスラム・東京では決勝で芳田司に内股で敗れた。2016年のグランプリ・デュッセルドルフでも決勝で松本薫に肩三角からの変形崩袈裟固で敗れた。ワールドマスターズでも決勝で昨年に続いてスミヤに敗れて2位に終わった。ロンドンオリンピック銅メダリストのオトーヌ・パヴィアとリオデジャネイロオリンピック代表争いを演じていたが、以上の結果からオリンピック代表には選出されなかった。2017年のグランドスラム・パリでは2位だった。ヨーロッパ選手権の個人では3位だったが、団体戦で優勝した。世界選手権では準決勝で芳田司に横四方固で敗れるも、3位決定戦でポルトガルのテルマ・モンテイロを技ありで破って銅メダルを獲得した。東京オリンピックもサラ＝レオニー・シジクとの代表争いに敗れて出場できなかった。2022年8月には現役引退を表明した。

## 主な戦績
- 2010年 - ヨーロッパジュニア　優勝
- 2010年 - 世界ジュニア　優勝
- 2010年 - U23ヨーロッパ選手権　3位
- 2011年 - ヨーロッパ学生選手権　優勝
- 2011年 - ユニバーシアード　個人戦　3位　団体戦　3位
- 2011年 - U23ヨーロッパ選手権　2位
- 2012年 - ワールドカップ・ローマ　優勝
- 2012年 - グランプリ・アブダビ　優勝
- 2013年 - ヨーロッパオープン・マドリード　優勝
- 2013年 - ユニバーシアード　個人戦　7位　団体戦　3位
- 2013年 - 世界団体　3位
- 2014年 - グランプリ・ブダペスト　2位
- 2014年 - グランプリ・チェジュ　2位
- 2015年 - ワールドマスターズ　2位
- 2015年 - グランプリ・ウランバートル　2位
- 2015年 - グランプリ・タシュケント　3位
- 2015年 - グランドスラム・東京　2位
- 2016年 - グランプリ・デュッセルドルフ　2位
- 2016年 - ヨーロッパ選手権　5位
- 2016年 - ワールドマスターズ　2位
- 2016年 - グランドスラム・アブダビ　優勝
- 2016年 - グランドスラム・東京　5位
- 2017年 - グランドスラム・パリ　2位
- 2017年 - ヨーロッパ選手権　個人戦　3位　団体戦　優勝
- 2017年 -　世界選手権　3位
- 2017年 -　世界団体　3位
- 2017年 -　ワールドマスターズ　3位
- 2018年 - グランドスラム・パリ　5位
- 2018年 -　グランプリ・トビリシ　2位
- 2019年 - グランドスラム・バクー　3位
- 2020年 -　グランプリ・テルアビブ　2位
- 2020年 -　グランドスラム・ブダペスト　2位
- 2021年 -　グランドスラム・カザン　優勝

(出典、JudoInside.com)